# Olba
Olba és una petita localitat de la comarca Gúdar-Javalambre en la província de Terol. Toca a la frontera amb Castelló (València). Té pocs més de 240 habitants, tot i que a l'estiu (època en què se celebren les anomenades "fiestas de verano" amb toros al carrer, discomòbils, partits de futbol...) se'n multiplica el nombre.

## Context geogràfic
Es troba en les ribes del riu Millars, prop de l'embassament d'Arenós a l'Alt Millars i a uns 59 km de la ciutat de Terol.

## Població
Segons el cens de l'Institut Nacional d'Estadística, l'any 2005 hi vivien 233 habitants.
La localitat ha experimentat una considerable pèrdua de població al llarg del segle xx: hi vivien 253 habitants el 1983 i 1.706 el 1900.

## Coordenades
- Latitud: 40º 07' 59" N
- Longitud: 00º 37' 00" O
- Altitud: 659 msnm.

## Monuments
A Olba es troba una església parroquial del segle xvii construïda en estil barroc.